# سام زيل
سام زيل (بالإنجليزية: Sam Zell)‏ (ولد في سبتمبر 1941) بليونير ورجل أعمال يهودي أمريكي يعمل في مجال العقارات، ترتيبه رقم 68 في قائمة أغنياء الولايات المتحدة.